# گمینا لوبچا کرولوسکا
گمینا لوبچا کرولوسکا (به لهستانی:  Gmina Lubycza Królewska) یک گمینا در لهستان است که در شهرستان توماشوف لوبلسکی واقع شده‌است. گمینا لوبچا کرولوسکا ۲۰۸٫۹ کیلومتر مربع مساحت و ۶٬۴۸۷ نفر جمعیت دارد.